# Verin Shorzha
Verin Shorzha (in armeno Վերին Շորժա?) è un comune dell'Armenia di 28 abitanti (2009) della provincia di Gegharkunik.